# Abdourazak Mahamoud Daher
Abdourazak Mahamoud Daher (14 marzo 1998) è un calciatore gibutiano, attaccante dell'Ali Sabieh.

## Carriera

### Club
Debutta nel 2014 con la maglia dell'Ali Sabieh.

### Nazionale
Debutta in Nazionale il 12 giugno 2015, in Tunisia-Gibuti.